# Долина (заказник)
Доли́на — ландшафтний заказник загальнодержавного значення в Україні, у Хмельницькому районі Хмельницької області, на південний захід від центральної частини смт Летичів. 

## Загальна інформація
Площа заказника — 255,9 га. Статус надано відповідно з указом Президента України від 12 вересня 2005 року, № 1238/2005. Перебуває у віданні Летичівської селищної громади Українського товариства мисливців та рибалок. 
Статус надано з метою охорони добре збереженої у природному стані заплавної ділянки річки Вовк. Зростає пальчатокорінник м'ясочервоний, який занесений до Червоної книги України. З тварин трапляється видра річкова. 